# Fossa fossana
La civeta de Madagascar (Fossa fossana), también conocida como fanaloka, es un raro euplérido endémico de Madagascar.   
Antiguamente se le clasificaba en la  subfamilia Hemigalinae junto con la civeta de palmera rayada y luego en su propia subfamilia, Fossinae, pero actualmente se clasifica como de la subfamilia Euplerinae. También ha sido clasificado como Fossa fossa. No debe ser confundido con el fosa (Cryptoprocta ferox), un animal muy similar también endémico de Madagascar. Así como tampoco con Eupleres goudotii, de nombre vulgar muy similar, falanouc, otro carnívoro malgache, también perteneciente a la subfamilia Euplerinae.

## Características
Es un mamífero pequeño, mide cerca de 47 cm excluyendo la cola, la cual mide sólo unos 20 cm, y pesa 2,5 kg. Su apariencia y movimientos son los de un pequeño zorro. Posee un pelaje corto de color beige grisáceo, con rayas horizontales negras desde la cabeza hasta la cola. Las rayas forman manchas cerca del vientre. Sus piernas son cortas y muy delgadas. Las fuentes no han llegado a un acuerdo sobre si sus garras son retráctiles o no. No tiene glándulas anales como otras civetas. Es endémico de los bosques tropicales de Madagascar y específicamente de las selvas caducifolias.
De hábitos nocturnos, aunque existe controversia acerca de si es solitario, algo inusual entre los eupléridos, o vive en pareja. No es un buen trepador y frecuenta los barrancos. Come pequeños vertebrados como mamíferos, reptiles y anfibios, insectos y huevos que roba de los nidos de aves.
La temporada de apareamiento de la civeta de Madagascar va de agosto a septiembre y el período de gestación de sus crías es de 3 meses, que finaliza con el nacimiento de una única cría. Ésta es más bien desarrollada, con los ojos abiertos y es destetada a las 10 semanas.  
No se sabe mucho más, debido a su escasez, que puede deberse a algo natural o a la intervención de los humanos. Está clasificada como una especia vulnerable y que requiere de mayores estudios.